# Stanisław Łukasik (1897–1962)
Stanisław Łukasik (ur. 22 listopada 1897 w Dolnej Wsi koło Myślenic, zm. 22 czerwca 1962 w Krakowie) – legionista, kapitan piechoty rezerwy Wojska Polskiego, romanista, pedagog, docent Uniwersytetu Jagiellońskiego.

## Życiorys
Był synem Stanisława i Wiktorii z Burkatów. Szkołę podstawową i gimnazjum ukończył w Myślenicach. Od 16 sierpnia 1914 r. do lutego 1918 służył w Legionach Polskich w 2 pułku piechoty w 14 a później w 9 kompanii. Od lutego 1918 do listopada 1918 ćwiczył i organizował Polską Organizację Wojskową w powiecie myślenickim. Z początkiem listopada 1918 utworzoną w ramach POW kompanię w sile 125–130 mężczyzn prowadził na „odsiecz” Lwowa. W Żurawicy, w drodze do Lwowa kompania została wcielona do 5 pułku piechoty Legionów. W grudniu 1918 został ciężko ranny w lewe kolano, a po powrocie na front przydzielony został do 1 pułku piechoty Legionów. Czynną służbę w wojsku pełnił do 1922 r. 29 stycznia 1932 został mianowany kapitanem ze starszeństwem z 2 stycznia 1932 i 1. lokatą w korpusie oficerów rezerwowych piechoty. Posiadał przydział w rezerwie do 69 Pułku Piechoty w Gnieźnie, a w 1934 do 12 Pułku Piechoty w Wadowicach.
W 1918 r. rozpoczął studia z filologii romańskiej i polskiej na UJ, które ostatecznie ukończył uzyskaniem stopnia doktora w 1926 r. na podstawie pracy Teatr księcia A. K. Czartoryskiego. Międzyczasie studiował w 1924 r. w Dijon, gdzie uzyskał dyplom nauczyciela języka francuskiego obcokrajowców. Po studiach przez długie lata pracował jako nauczyciel francuskiego, kolejno w: Państwowym Gimnazjum Matematyczno-Przyrodniczym w Królewskiej Hucie (Chorzów), IV Gimnazjum im. H. Sienkiewicza w Krakowie. Ponadto był lektorem języka rumuńskiego ma UJ i prowadził w Akademii Handlowej wykłady o gospodarczym ustroju Rumunii.   
6 listopada 1939 roku został aresztowany wraz z krakowskimi profesorami w ramach Sonderaktion Krakau i był więziony najpierw we Wrocławiu, potem w obozie koncentracyjnym Sachsenhausen koło Oranienburga. Do Krakowa wrócił w lutym 1940 r. W czasie okupacji uczył języka niemieckiego w Szkole Przemysłowej i Szkole Handlowej w Krakowie (Żeńskiej Szkole Handlowej), a także był nauczycielem i egzaminatorem w kompletach przy Ośrodku nr 8. Pracował również naukowo w tym czasie i po zakończeniu wojny habilitował się w maju 1945 z zakresu filologii romańskiej. Od listopada 1945 r. prowadził na UJ zlecone wykłady i ćwiczenia, jednak nigdy nie dostał stałej pracy na uniwersytecie. Do emerytury, na którą przeszedł w 1951 r., pracował w III Liceum im. Jana III Sobieskiego jako nauczyciel francuskiego i angielskiego. Został pochowany na cmentarzu Rakowickim w Krakowie.

## Ordery i odznaczenia
- Brązowy Medal Waleczności
- Srebrny Medal Waleczności (dwukrotnie)
- Krzyż Walecznych (czterokrotnie)
- Krzyż Niepodległości